# 토마스털북숭이박쥐
토마스털북숭이박쥐(Centronycteris centralis)는 대꼬리박쥐과에 속하는 박쥐의 일종이다. 남아메리카에서 발견된다. 이전에는 털북숭이박쥐에 포함되었지만, 1998년 시몬스(Simmons)와 핸들리(Handley)가 별도의 종으로 구별했다.